# Década de 880
Séculos: (Século VIII - Século IX - Século X)
Décadas: 830 840 850 860 870 - 880 - 890 900 910 920 930
Anos: 880 - 881 - 882 - 883 - 884 - 885 - 886 - 887 - 888 - 889